# Bondariwka (Starobilsk, Markiwka)
Bondariwka (ukrainisch Бондарівка; russisch Бондаревка Bondarewka) ist ein Dorf im Norden der ukrainischen Oblast Luhansk mit etwa 1600 Einwohnern (2001).
Das 1702 gegründete Dorf liegt am Ufer des Derkul (Деркул), einem linken Nebenfluss des Siwerskyj Donez, 15 km südöstlich vom ehemaligen Rajonzentrum Markiwka und etwa 105 km nördlich vom Oblastzentrum Luhansk. Durch das Dorf verläuft die Territorialstraße T–13–14.

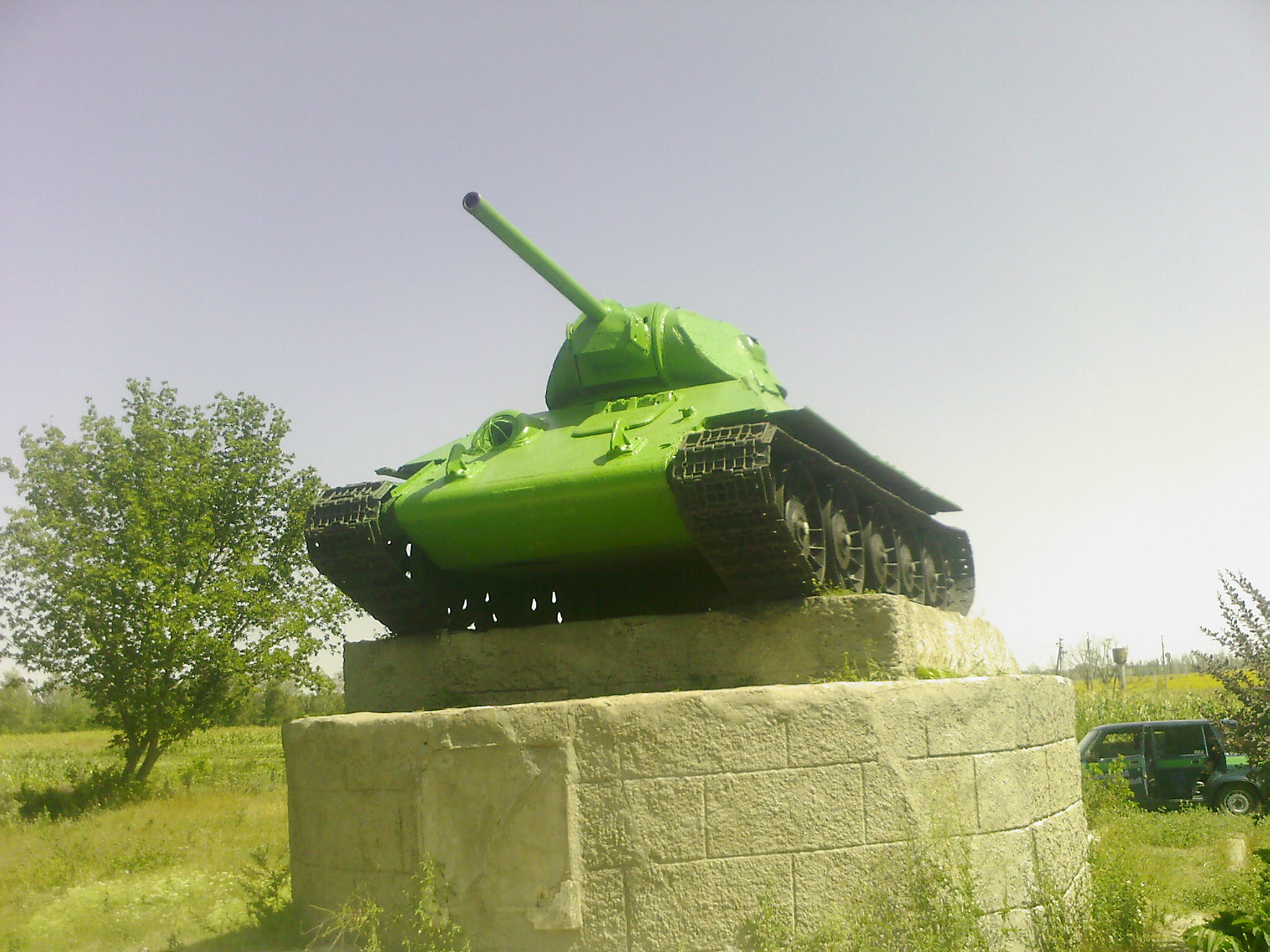
T-34/76-Denkmal im Ort

Am 25. Juli 2018 wurde das Dorf ein Teil der neugegründeten Siedlungsgemeinde Markiwka, bis dahin bildete es zusammen mit den Dörfern Kurjatschiwka (Курячівка) und Nowa Ukraina (Нова Україна) die gleichnamige Siedlungsratsgemeinde Markiwka (Марківська селищна рада/Markiwska selyschtschna rada) im Süden des Rajons Markiwka.
Seit dem 17. Juli 2020 ist sie ein Teil des Rajons Starobilsk.